# Infinite (Eminem)
Infinite is het eerste muziekalbum van de rapper Eminem.
Het album verscheen in 1996 bij het onafhankelijk platenlabel van de Bass Brothers, Web Entertainment, uit Detroit. Het werd amper 500 keer verkocht maar het betekende wel Eminems doorbraak bij het undergroundpubliek.
In november 2016 werd, ter ere van het 20-jarig bestaan van het album, de titeltrack geremasterd en uitgebracht op de diverse streamingdiensten en YouTube.

## Tracklist
1. Infinite
2. Wego
3. It's OK
4. Tonite
5. 313
6. Maxine
7. Open Mic
8. Never 2 Far
9. Searchin
10. Backstabber
11. Jealousy Woes II